# Ruling Passions
Ruling Passions er en amerikansk stumfilm fra 1918 af Abraham S. Schomer.

## Medvirkende
- Julia Dean - Eveline Roland
- Edwin Arden - John Walton
- Claire Whitney - Louise Palmer
- Earl Schenck - Alexander Vernon
- Doan Borrup - Lew